# Хуан Баутіста Монсон
Хуан Баутіста Монсон (ісп. Juan Bautista Monzón; пом. 28 серпня 1594) — капітан-генерал Нового Королівства Гранада (сучасна Колумбія), президент Королівської авдієнсії Санта-Фе-де-Боготи, прокурор і губернатор Ліми.

## Біографія
Народився в Мадриді. Освіту здобував в Університеті Саламанки.
1 серпня 1559 року був призначений на пост прокурора Ліми. 1568 року був звільнений з посади, а наприкінці 1578 року став іспанська корона доручила йому пост спостерігача в Новому Королівстві Гранада. Після прибуття до Боготи наказав заарештувати місцевого губернатора Лопе Діеса де Окс-і-Армендаріса Кастрехона за зловживання владними повноваженнями та засудив його до страти. Втім дочка губернатора вмовила Монсона замінити міру покарання на ув'язнення. Зрештою, Кастрехон помер у в'язниці 1585 року.
Залишався в Боготі до 1582 року, після чого виїхав до Перу. За два роки повернувся до Іспанії, де й помер 1594 року.